# Andrés de Concha
Andrés de Concha ou Andrés de la Concha est un architecte et un peintre espagnol, originaire de Séville, connu entre 1567 et 1612 et a travaillé comme peintre au Mexique entre 1570 et 1612.. 
Il est considéré comme un des meilleurs peintres de la vice-royauté de Nouvelle-Espagne et un des représentants éminents de l'art catholique. Plusieurs de ses œuvres sont conservés dans plusieurs cathédrales mexicaines, y compris dans la cathédrale de Mexico.
Il est très probable qu'Andrés de la Concha soit le peintre auquel Diego Angulo Íñiguez a donné le nom de maestro de Santa Cecilia et qu'on puisse lui attribué la paternité d'un ensemble d'œuvres réalisées autour de l'année 1600, : la Santa Cecilia de la pinacothèque Virreinal, une des œuvres majeurs de la Renaissance peintes en Nouvelle-Espagne.

## Biographie
Il est contacté pour travailler en Nouvelle-Espagne en 1567 par Gonzalo de las Casas, natif de Trujillo, fils de Francisco de las Casas, le patron (encomendero) de Yanhuitlán, cousin de Hernán Cortés par sa mère, Maria de Aguilar, pour réaliser des tableaux du retable de l'église du couvent bénédictin de Yanhuitlán dont la construction a commencé en 1552 d'après un acte notarié découvert à Séville dans les années 1920. Il a quitté Séville pour Saint-Domingue, Hispanolia, le 22 février 1568, financé par le frère dominicain Agustín Campuzano. 
Entre 1570 et 1575, son nom apparaît à plusieurs reprises dans les documents de la cathédrale d'Oaxaca, comme des reçus pour le paiement d'un retable. 
Après 1575, il a travaillé avec le peintre d'origine flamande Simon Pereyns à Mexico pour la Confraternité des Évangélistes, pour des sculptures de processions.  Vers 1578, ils travaillent ensemble sur la réalisation du retable de Teposcolula, aujourd'hui perdu.
Le retable du maître-autel de Yanhuitlán pour la réalisation duquel il était venu en Nouvelle-Espagne est en cours en 1579. Dans les années qui suivent, il prend en apprentissage pour cinq ans Diego de Montesinos, un habitant de Yanhuitlan. Diego de Montesinos est le premier d'une famille d'artistes qui a travaillé à Yanhuitlan.
En 1581, Andrés de la Concha travaille de nouveau avec Simon Pereyns sur les portes d'un retable de couvent à Teposcolula, puis de nouveau, en 1584 sur le retable du maître-autel de la mission franciscaine de Huejotzingo, Puebla. Dans ce contrat, les commanditaires ont détaillé la décoration du retable lui-même, tandis qu'il n'est pas fait mention du sujet et du traitement des peintures autrement que l'obligation que Concha et Pereyns doivent les exécuter eux-mêmes, sans autre artiste pour les remplacer. Il a travaillé sur le retable de Coixtlahuaca et Xochimilco.
En 1587 on retrouve Concha travaillant dans deux couvents dominicains à Achiutla et Tamazulapan, pour lequel il est payé 2 000 pesos. Il est cité en 1589, à Yanhuitlan, dans un document avec son assistant, Juan, un esclave mulâtre, doreur. Par comparaison stylistique, les historiens supposent qu'il a dû travailler sur le retable du maître-autel de Coixtlahuaca.
En 1607, il a réalisé le premier plan cadastral de la ville de Mexico.
Il est de retour à Oaxaca en 1608 où il signe le contrat pour réaliser le retable principal de l'église de San Domingo, œuvre que sa mort a laissé inachevée.
En 1611, il est cité pour la réalisation du retable de San Gregorio Taumaturgo de l'ayuntamiento de la ville de Mexico. Le retable est terminé en 1611.
Pendant toute cette période, Andrès de la Concha a aussi travaillé comme architecte et maître d'œuvre à Mexico où il est cité comme obrero mayor ou maestro mayor pour la cathédrale, le couvent du Carmel, le couvent Real de Jesús María, l'hôpital de San Hipólito et l'hôpital del Jesús. Cette réputation à Mexico a été basée sur ses réalisations dans le Mixteca où il avait fait plusieurs constructions dans la cathédrale d'Oaxaca. Ce travail de Concha dans le centre du Mexique et au Sud a été possible grâce à un travail d'équipe faisant intervenir des indigènes, des mulâtres, des peintres, sculpteurs et doreurs espagnols.
Peu d'œuvres originales du XVIe et XVIIe siècles ont survécu après les additions, transformations, destructions des siècles suivants. À Yanhuitlán et Coixtlahuaca, les retables ont été élargis et transformés. Il en est de même à Tamazulapan mais qui a conservé quatre panneaux d'origine, peints par Concha : l'Annonciation, la Naissance de Jésus, l'Adoration des Mages, la Circoncision de l'enfant Jésus.